# Тянь Цін
Тянь Цін  (кит.: 田 卿, 19 серпня 1986) — китайська бадмінтоністка, олімпійська чемпіонка.

## Виступи на Олімпіадах
| Олімпіада   | Дисципліна    | Місце |
| ----------- | ------------- | ----- |
| Лондон 2012 | парний розряд | 1     |